# Mychajlo Nowopaschyn
Mychajlo „HoT“ Nowopaschyn (russisch Михаил Новопашин; * 5. August 1986; † 24. Januar 2022) war ein ukrainischer E-Sportler in der Disziplin Warcraft III. Er stand rund drei Jahre lang bei SK Gaming unter Vertrag und galt zu dieser Zeit als einer der besten Spieler Europas. Er war zweimaliger Sieger des Samsung Euro Championships. Anfang 2009 verabschiedete Nowopaschyn sich in die Inaktivität. Ende des Jahres kehrte er kurzzeitig ins aktive Geschehen zurück, doch als sein damaliger Clan MeetYourMakers sich im März 2010 vom Warcraft-III-Team trennte, beendete er seine Karriere endgültig.
Nowopaschyn starb im Januar 2022 an den Folgen einer Krebserkrankung.

## Clans
- GSC Pro-Team (Januar 2004 – November 2004)
- SK Gaming (Dezember 2004 – November 2007)
- Gravitas Gaming (Dezember 2007 – Dezember 2008)
- Voodoo Gaming (Dezember 2009 – Februar 2010)
- MeetYourMakers (Februar 2010 – März 2010)

## Erfolge (Auszug)
- World Cyber Games 2005: Top 8
- World Cyber Games 2006: 3. Platz
- ESL Intel Extreme Masters 2006 – World Championship: 2. Platz
- WCG Samsung Euro Championship 2007: 1. Platz
- World Cyber Games 2007: Top 8
- WCG Samsung Euro Championship 2008: 1. Platz
- World Cyber Games 2008: 4. Platz